# Ambohimahasoa
Ambohimahasoa ist eine Stadt im Süden von Madagaskar mit etwa 7986 Einwohnern (2001) in der Region Haute Matsiatra. 
Der Ort liegt an der Nationalstraße RN 7 zwischen Ambositra und Fianarantsoa unweit der Abzweigung der RN 25. 